# Guerre de Cent Jours
Guerre du Liban
Conflits inter-chrétiens au Liban
La Guerre des Cent Jours (arabe: حرب المئة يوم , Harb Al-Mia'at Yaoum) était un sous-conflit de la phase 1977-1982 de la guerre civile libanaise qui s'est produite à Beyrouth, la capitale libanaise. Elle s'est déroulée entre les milices alliées du Front libanais, sous le commandement du président du parti Kataeb, Bachir Gemayel, et les troupes syriennes de Moustapha Tlass ainsi que leurs alliés de la Brigade Marada.

## Arrière-plan
En janvier 1976, la Phalange rejoint les principaux partis chrétiens – Parti national libéral, Parti du Renouveau Libanais, Brigade Marada, Al-Tanzim et d'autres – dans une coalition lâche, le Front Libanais, conçue pour agir comme un contrepoids politique à l'alliance du Mouvement national libanais et de l'Organisation de libération de la Palestine (OLP), à majorité musulmane . Afin de faire face à l' intervention militaire syrienne de juin 1976 et de mieux coordonner les opérations militaires de leurs milices respectives, les chefs de milices chrétiennes sont convenus de former en août de la même année un commandement militaire conjoint (alias le « Conseil de commandement ») dont le nouveau nom collectif était les « Forces Libanaises » (FL).
Dès le début, il est devenu clair que le Conseil de commandement du Front libanais était dominé par la Phalange et sa milice sous la direction charismatique de Bachir Gemayel, qui cherchait à unifier les différentes factions milices. À partir de 1977, Bachir a commencé à mettre en œuvre la politique controversée de « l’unification du fusil », en utilisant les FL pour se construire une nouvelle base de pouvoir, distincte de celle de la Phalange ou de tout autre parti de droite traditionnel,,,. Cependant, les actions de Bachir l'ont rapidement mis sur une trajectoire de collision directe avec la Syrie. Les relations entre le commandement de la FL et Damas étaient déjà devenues glaciales en raison de la réticence croissante des syriens à supprimer complètement les milices de l'alliance MNL-OLP dans l'ouest de Beyrouth ou à permettre aux milices chrétiennes de le faire.

## La guerre des cent jours
Après une série d'attentats à la bombe qui ont secoué Beyrouth début juillet 1978, les Syriens ont renforcé leurs mesures de sécurité en multipliant les patrouilles et les postes de contrôle dans les rues. Le 7, des soldats libanais appartenant à l'Armée du Liban Libre (ALL) – une faction dissidente de l'Armée libanaise dirigée par le colonel dissident de droite Antoine Barakat – se sont opposés à ce que la Force de dissuasion arabe établisse un point de contrôle près de leur QG à la caserne principale de Fayadieh, une installation militaire de type forteresse située dans le quartier chrétien du même nom. Le détachement de la Force de dissuasion arabe, composé d'une vingtaine de soldats réguliers syriens, a refusé de partir, provoquant une dispute qui s'est terminée par une fusillade au cours de laquelle 19 personnes ont perdu la vie. Les soldats syriens ont été faits prisonniers par les réguliers du Front libanais anti-syrien et retenus en otages à la caserne de Fayadieh, et la situation s'est tendue à l'aube lorsque les corps de deux libanais tués ont été retrouvés à proximité.
Le lendemain, des unités d'infanterie syriennes appuyées par l'artillerie ont encerclé et bombardé la caserne fortifiée du Front libanais anti-syrien, mettant le feu à une partie du complexe.
Les troupes « Commando » des Forces de régulation des Kataeb sous le commandement de Bachir Gemayel et la milice des Tigres dirigée par Dany Chamoun ont été entraînées dans l'action contre les Syriens. Cet après-midi-là, l'armée syrienne a bombardé Achrafieh et attaqué le QG des Tigres, situé dans le quartier de la Sodeco à Achrafieh. Les combats se sont rapidement étendus à l'est de Beyrouth et au Mont-Liban . Les Syriens ont pris certains immeubles de grande hauteur comme le Burj Rizk à Achrafieh et le Burj El-Murr en utilisant des tireurs d'élite et des armes lourdes contre les civils. Les soldats sont restés 90 jours.
Un autre affrontement majeur a eu lieu près du quartier de Sodeco à Achrafieh où les milices du Front libanais se sont battues férocement et ont chassé les Syriens du bâtiment Rizk. Cela menaçait la 4e brigade mécanisée d'encerclement et de capture par les milices maronites.
En octobre, des dirigeants de droite ont accusé les troupes syriennes de partialité lorsqu’elles sont intervenues pour contenir les affrontements de l’autre côté de la Ligne verte entre les districts d’Ain el-Rammaneh, aux mains des chrétiens, et ceux de Chyah, aux mains des musulmans, à Beyrouth.

## Conséquences
Cependant, l'attaque des Forces libanaises contre la milice chrétienne pro-syrienne de la Brigade Marada du clan Frangié cet été-là, qui a culminé avec le tristement célèbre massacre d'Ehden, a provoqué une nouvelle série de combats en juin-juillet. Le président Elias Sarkis a menacé de démissionner en signe de protestation contre les bombardements syriens sur Beyrouth-Est, mais il a ensuite retiré sa démission lorsque les bombardements ont cessé. D'autres combats ont éclaté à l'automne, suivis à nouveau d'un cessez-le-feu. 
En octobre 1978, les ministres des Affaires étrangères du Liban et des États de la Ligue arabe contribuant aux Forces arabes de dissuasion – la Syrie, l'Arabie saoudite, le Koweït, le Soudan, le Qatar et les Émirats arabes unis – se sont réunis dans la ville de Beiteddine, dans le district du Chouf, au sud-est de Beyrouth. Le résultat de la réunion a été essentiellement une réaffirmation du rôle des Forces Arabes de Dissuasion et une ferme condamnation de ceux qui traitent avec Israël. Cette réunion et les discussions ultérieures entre la Syrie et l'Arabie saoudite ont conduit à la levée du siège d'Achrafieh par les Syriens et au retrait de toutes les troupes syriennes de Beyrouth-Est, remplacées par les troupes saoudiennes et soudanaises des FAD, que le Front libanais des dirigeants considéraient comme plus impartiaux et moins hostiles envers les chrétiens que les forces syriennes. Ce règlement a été salué par les partis du Front libanais et a marqué la fin des affrontements.